# Ene Dinga
Emil Ene Dinga (n. 10 aprilie 1956 în județul Galați) este un economist, profesor universitar și politician român.  Din decembrie 2004 până în 23 august 2005 a fost ministru al Integrării Europene în Guvernul Tăriceanu.